# Apil-Szín
Apil-Szín (sumer a-pil-dsu4.en, akkád awêl-sîn) az amorita I. babiloni dinasztia negyedik uralkodója. Szábium fia és utódja, Szín-muballit apja. Tizennyolc évig uralkodott, a középső kronológia szerint az i. e. 19. század második felében. Trónra lépését ez a rendszer i. e. 1830-ra teszi.
Uralkodásáról nagyon keveset tudni. Arra is csak következtethetünk, hogy Babilonon kívül más várost nem uralt, mert a hozzá legközelebb esőket is fia, Szín-muballit hódította meg. Bár a második évnév szerint Barszip falait építtette ekkor fel. A legtöbb évnév városfalak, templomok és csatornák építéséről, vagy díszes trónszék készítéséről szól, ami tetemes anyagi háttérre enged következtetni. Ekkor épült Nabú temploma, az Ézida, Inanna temploma, az Émasdari, a Samas-csatorna, Babilon keleti főkapuja. Az utóbbi valószínűleg az a kapu, amiről a város a Babilon nevet kapta (báb-iláni = „istenek kapuja”). Ismert egy Dūr-Apil-Sin nevű erőd is.
Ebből a korból rengeteg üzleti dokumentum maradt fenn, amelyek nem említik őt, vagy datálásukban nem az ő uralkodási éveit használják. Ennek ellenére a tizenhetedik évig minden évnevet ismerünk, de ezeket viszonylag kevés dokumentumban írták le. Ezt a tényt nehéz megmagyarázni, hacsak az nem indokolja, hogy Babilon ekkor valamilyen külső fennhatóság alatt volt. I. Ismé-Dagan már a hanyatló Óasszír Birodalmat képviseli Elám és Mári expanziója miatt, ezért Asszíria nem valószínű, inkább Mári lehet, amelynek uralkodója ekkor Jahdun-Lim volt.